# 巴基斯坦国民议会
巴基斯坦国民议会是巴基斯坦议会的下議院。
议員通過領先者當選系統下普選產生，代表被稱為國民議會選區選區。根據憲法，為婦女和宗教少數派保留的60個席位及10個席位根據政黨在各區域席次的比例代表分配給政黨。

## 歷史
巴基斯坦议会自1947年至1954年一度实行一院制，称为制宪议会。1954年制宪议会被时任总督古拉姆·穆罕默德解散。1955年，巴基斯坦第二届制宪议会成立，并于1956年颁布新宪法，將国会改称国民议会。1973年，时任总统佐利菲卡尔·布托主持制定新宪法，新宪法规定国会实行两院制，由国民议会（下院）和参议院（上院）组成。
1999 年巴基斯坦陸軍參謀長佩尔韦兹·穆沙拉夫發動政變上台，他停止憲法行使，暫停參議院、國家和省議會、參議院主席和副主席、國家和省議會議長、副議長職權。最高法院於2000 年 5 月 12 日的判決中認可了軍事接管，給予軍政府三年時間完成必要的憲法修正，然後將權力移交給民選政府。2001 年 6 月總統正式兩院解散，直到2002年選舉後恢復。

## 權力
巴基斯坦憲法規定聯邦為議會制政府，總統為國家元首，總理為政府首腦。下院國民議會是巴基斯坦的主權立法機構，負責制定法律，對政府進行監督，審查公共支出，確保政府在憲法規定的範圍內運作，並且不侵犯人民的基本權利。
與參議院共享的權力包括，與參議院、四個省議會共同選舉總統，在與國民議會的聯席會議中彈劾、罷免總統。另外憲法修正需要兩院分別以2/3多數通過才能生效。兩院之間出現分歧時，由兩院各8名成員組成之調解委員會，進行調解。國民議會通過預算案不須參議院同意。
巴基斯坦憲法規定，總理需從國民議會中選出。部長從國會成員中任命。但是，擔任參議院成員的政府部長人數在任何時候都不得超過所有政府部長人數的四分之一。

## 議員

### 資格
巴基斯坦憲法第 62 條列出國民議會成員的資格包括：
(1)巴基斯坦公民。
(2)年滿25歲，並在任何選民名冊中登記為選民
(3)品行端正，通常不被稱為「違反伊斯蘭禁令」的人。
(4)對伊斯蘭教義和實踐伊斯蘭教規定的義務有足夠的了解，並且無犯重大罪惡。
(5)睿智、正直、不放蕩、誠實和友善，法庭沒有相反的證明。
(6)巴基斯坦成立後，未曾破壞國家的完整，也不反對巴基斯坦的意識形態。
(3)、(4)兩項不適用於非穆斯林，但該人應具有良好的道德聲譽。另外第63條詳細說明了一些任期中取消資格的原因，其中包括精神不穩定、破產、刑事定罪、接受雙重國籍或放棄巴基斯坦國籍等。

### 組成
目前国民议会现有342席，其中272席由普选产生，按行政區人口多寡分配， 开伯尔-普什图省35席，联邦直辖部落区12席，联邦首都地区（即伊斯兰堡）2席，旁遮普省148席，信德省61席，俾路支省14席。
余下的70席为保留议席，其中60席为妇女议席，10席为少数教派（基督徒、印度教徒等）议席。60个妇女保留议席根据人口比例分配给各省，旁遮普省35席、信德省14席、 开伯尔-普什图省8席、俾路支省3席。
2018年，通過憲法第25項修正案之後，2023年將取消联邦直辖部落区席次，新的普选席次分配为，开伯尔-普什图省51席，联邦首都地区（即伊斯兰堡）3席，旁遮普省141席，信德省61席，俾路支省16席。妇女保留议席分配为，旁遮普省32席、信德省14席、 开伯尔-普什图省10席、俾路支省4席。

### 選舉
国民议会现有342席，议员任期五年，可连选连任。其中272席由普选产生，普选议席根据单一小选区制选出，每个选区获得最多票数者当选。
余下的70席为保留议席，其中60席为妇女议席，由政党获各省直选议席的比例进行分配。10席为少数教派（基督徒、印度教徒等）议席，10个少数教派议席按各政党获直选议席的全国总票數比例进行分配。

## 議長和副議長
國民議會的議長和副議長都是從國民議會議員互選產生，他們通常是多數黨的成員。

## 解散
總統可以根據總理的建議解散國民議會，但已在國民議會中被發出不信任動議的決議通知但尚未經過表決或已通過表決議的總理，不得提出解散建議。國民議會如果解散，應在解散之日起九十天舉行新的國民議會選舉。總統也可以自行決定解散國民議會。

## 外部連結
- 巴基斯坦國民議會